# 暗红栒子
暗紅栒子（学名：Cotoneaster obscurus），又名暗花栒子，是蔷薇科栒子属的植物，是中国的特有植物。分布在中国大陆的云南、四川、湖北等地，生长于海拔1,500米至3,000米的地区，多生长在山谷或河旁丛林内，目前尚未由人工引种栽培。